# Ritchie Torres
Pour les articles homonymes, voir Torres.
Ritchie Torres, né le 12 mars 1988 à New York, est un homme politique américain, membre du Parti démocrate. Conseiller municipal de New York de 2014 à 2020, il est élu à la Chambre des représentants des États-Unis lors des élections de 2020.

## Biographie

### Jeunesse
Ritchie Torres grandit dans un logement social du Bronx, le complexe Throgs Neck, où il est élevé par sa mère célibataire. De parents afro-américains et portoricains, il se définit comme « afro-latino ».

### Conseiller municipal de New York

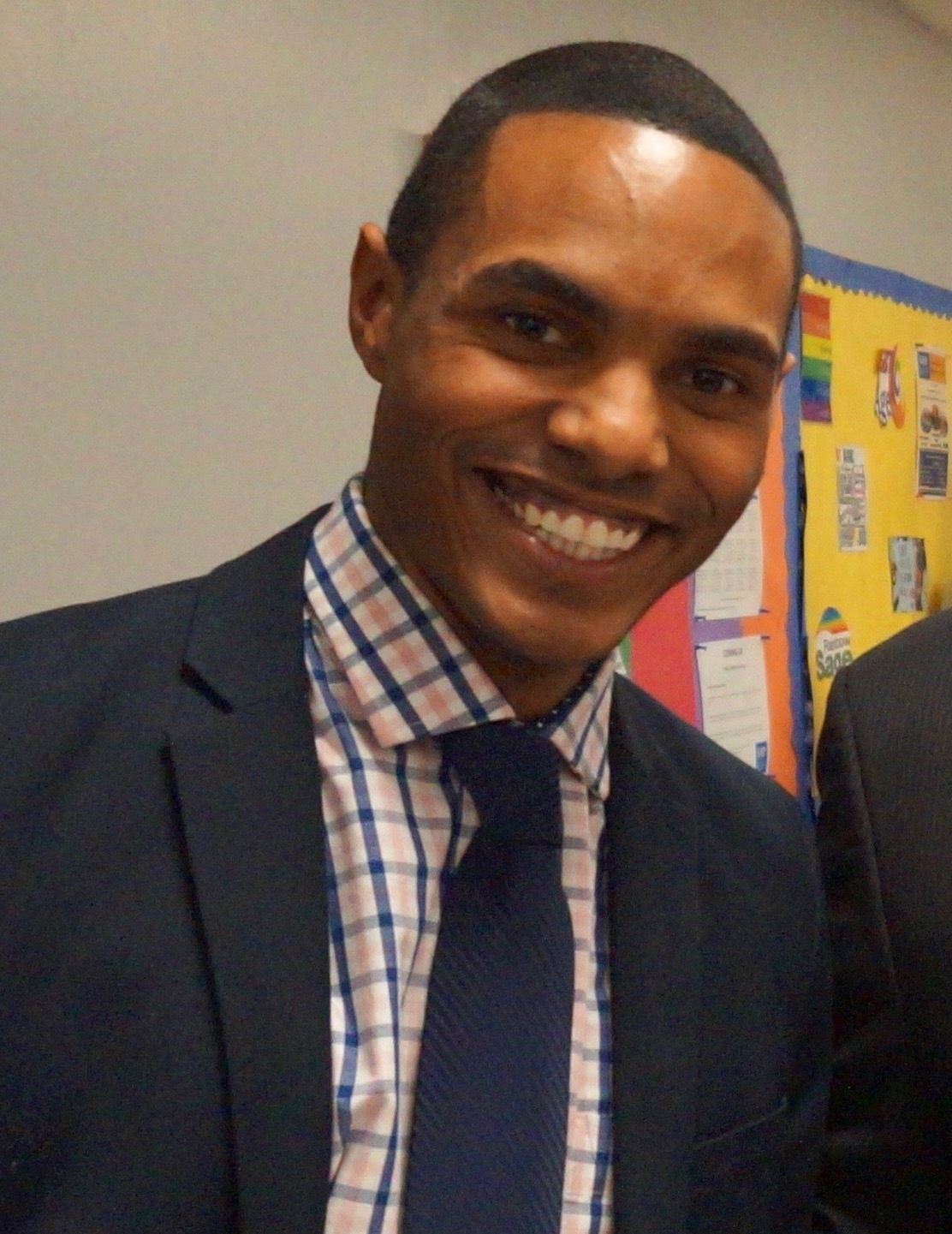
Ritchie Torres en 2015.

En 2013, il est élu au conseil municipal de New York. Bien qu'il ne reçoive pas le soutien du Parti démocrate du Bronx, il profite de la vague progressiste accompagnant l'élection de Bill de Blasio. Dans le 15e district, il remporte la primaire démocrate avec 36 % des voix, puis l'élection générale avec 91 % des suffrages. Âgé de 25 ans, il est alors le plus jeune élu de l'histoire du conseil. Il est également le premier élu ouvertement homosexuel du Bronx,.
Durant son premier mandat, Torres préside la commission sur le logement social et est considéré comme une étoile montante locale. En 2017, il est réélu avec 97 % des voix. Il se présente alors au poste de président du conseil municipal, sans succès. Il devient cependant président de la commission sur la surveillance et les enquêtes. À ce poste, il se concentre sur les prêts abusifs pour l'achat de licences pour exercer la profession de taxi et la gestion d'un programme de rachat de biens immobiliers endettés par la ville afin de les céder à des promoteurs à buts non-lucratifs.[réf. nécessaire]
Lors de la convention nationale démocrate de 2016, il est l'un des délégués pour Bernie Sanders.

### Représentant des États-Unis
En juillet 2019, il annonce sa candidature à la Chambre des représentants des États-Unis pour les élections de 2020. Dans le 15e district de l'État de New York, il entend succéder au démocrate José Serrano qui ne se représente pas. Durant la primaire démocrate, il affronte notamment son collègue Ruben Diaz Sr., favorable à Donald Trump et connu pour ses propos controversés sur l'avortement et l'homosexualité. Estimant que la multiplication des candidats progressistes risque de faire élire Diaz, le New York Times apporte son soutien à Torres et plusieurs groupes nationaux dont Planned Parenthood font diffuser des publicités défavorables à Diaz. Selon les premiers résultats, il arrive en tête de la primaire démocrate avec environ 30 % des voix, devant le député Michael Blake (19 %) et Diaz (15 %). Sa victoire intervient dans un contexte de montée en puissance de jeunes candidats progressistes issus des minorités, à l'image de Jamaal Bowman et Mondaire Jones,. Candidat dans un bastion démocrate, il est assuré d'être élu représentant des États-Unis en novembre. Le 3 novembre 2020, il est élu représentant des États-Unis avec 88,9 % des suffrages face au républicain Patrick Delices. Il devient le premier représentant afro-américain (avec Mondaire Jones) et afro-latino ouvertement homosexuel,.

## Positions politiques
Ritchie Torres est considéré comme un démocrate progressiste. Au conseil municipal de New York, il défend le logement social, les droits LGBT et une réforme de la police. En matière de politique étrangère, Torres est un soutien d'Israël, il estime notamment « trouver totalement déconcertant que des militants LGBT soient aux ordres du Hamas, qui est une organisation terroriste qui exécute des personnes LGBT »,.